# Premio Altazor de las Artes Nacionales
El Premio Altazor de las Artes Nacionales, llamado simplemente Altazor, fue un premio que se concedía anualmente como estímulo y reconocimiento al trabajo artístico nacional de Chile en todas sus formas.

## Historia
Era concedido por los propios creadores e intérpretes de las artes, y su nombre homenajea la obra homónima del poeta Vicente Huidobro.
El premio consistía en una escultura de fierro fundido creada por el escultor Sergio Castillo y un diploma. El premio se entregó desde el 2000 hasta 2014 y en 2015 fue cancelado por falta de financiamiento.

## Instituciones
Las sociedades de artísticas y autores que participan en el otorgamiento de los premios y formación de los colegios de premiación son:
- Sociedad Chilena del Derecho de Autor (SCD).
- Sociedad de Autores Nacionales de Teatro, Cine y Audiovisual (ATN).
- Sociedad de Creadores de Imagen Fija (CREAIMAGEN).
- Corporación de Actores de Chile (CHILEACTORES).
- Sociedad Chilena de Intérpretes (SCI), y
- Sociedad de Derechos Literarios (SADEL).

El Comité Organizador del Premio está integrado por el presidente de la sociedad y un miembro de su directorio.

## Nominación y premiación
El Comité organizador convoca a todos los autores y artistas a proponer candidaturas para las diversas modalidades del Premio. Las obras, interpretaciones o producciones candidatas deben haber sido estrenadas entre el 1 de diciembre del año ante precedente y el 30 de noviembre del precedente. Así mismo el Comité Organizador podrá también proponer candidatos.
Las nominaciones, de acuerdo con las candidaturas presentadas, son puestas a votación por los integrantes del colegio de premiación respectivo. La votación se realiza en dos rondas.
Los colegios de premiación están integrados por autores y artistas que las sociedades convocantes designa teniendo un mínimo de 10 integrantes por categoría. Los integrantes duran 3 años en sus cargos pudiendo las sociedades que los designan reemplazarlos en su totalidad o parcialmente. Una vez instalados los colegios de premiación podrán nominar en forma autónoma hasta 20 nuevos integrantes como máximo. Los ganadores del Premio Altazor son miembros permanentes del respectivo colegio de premiación.
Los Colegios de premiación son:
- Colegio de Artes Literarias
- Colegio de Artes Musicales
- Colegio de Artes Escénicas de Teatro
- Colegio de Artes Escénicas de Danza
- Colegio de premiación de Artes Visuales
- Colegio de premiación de Artes Audiovisuales–Cine
- Colegio de premiación de Artes Audiovisuales–TV

## Premiaciones
La siguiente es una lista con las premiaciones desde 2000:
| Premiación   | Año                 | Ubicación                                           | Transmisión         | Transmisión       |
| Premiación   | Año                 | Ubicación                                           | Televisión/Internet | Radio             |
| ------------ | ------------------- | --------------------------------------------------- | ------------------- | ----------------- |
| I Versión    | 30 de marzo de 2000 | Teatro Municipal de Santiago                        | TVN                 | Sin transmisión   |
| II Versión   | 26 de marzo de 2001 | Teatro Municipal de Santiago                        | TVN                 | Sin transmisión   |
| III Versión  | 25 de marzo de 2002 | Museo Nacional de Bellas Artes                      | TVN                 | Sin transmisión   |
| IV Versión   | 7 de abril de 2003  | Centro Cultural Matucana 100                        | TVN                 | Sin transmisión   |
| V Versión    | 5 de abril de 2004  | Centro Cultural Matucana 100                        | TVN                 | Radio Cooperativa |
| VI Versión   | 25 de abril de 2005 | Parque Bicentenario                                 | Chilevisión         | Radio Cooperativa |
| VII Versión  | 11 de abril de 2006 | Centro Cultural Palacio de La Moneda                | Chilevisión         | Radio Cooperativa |
| VIII Versión | 11 de abril de 2007 | Centro Cultural Estación Mapocho                    | Chilevisión         | Radio Cooperativa |
| IX Versión   | 7 de abril de 2008  | Centro Cultural Teatro La Cúpula (Parque O'Higgins) | Chilevisión         | Radio Cooperativa |
| X Versión    | 21 de abril de 2009 | Centro Cultural Teatro La Cúpula (Parque O'Higgins) | Chilevisión         | Radio Cooperativa |
| XI Versión   | 27 de abril de 2010 | Teatro Teletón                                      | Chilevisión         | Radio Cooperativa |
| XII Versión  | 24 de mayo de 2011  | Centro de Eventos Alto San Francisco                | El Mercurio digital | Radio Cooperativa |
| XIII Versión | 8 de mayo de 2012   | Centro de Eventos Alto San Francisco                | Cooperativa TV      | Radio Cooperativa |
| XIV Versión  | 8 de mayo de 2013   | Centro Cultural Gabriela Mistral                    | Cooperativa TV      | Radio Cooperativa |
| XV Versión   | 2 de julio de 2014  | Centro Cultural Gabriela Mistral                    | Cooperativa TV      | Radio Cooperativa |

## Categorías
Las categorías de los premios Altazor son las siguientes:
| Artes Literarias                                                                                                  | Artes Visuales                                                                                        | Artes Escénicas Teatro                                                                                       | Artes Escénicas Danza                |
| --- | --- | --- | ------------------------------------ |
| - Narrativa - Poesía - Ensayo Literario - Literatura para niños/as y jóvenes                                      | - Pintura - Escultura - Grabado y Dibujo - Artes mediales - Fotografía - Diseño Gráfico e Ilustración | - Dramaturgia - Dirección - Actuación actor - Actuación actriz                                               | - Coreografía - Bailarín - Bailarina |
| Artes Musicales                                                                                                   | Artes Audiovisuales Cine                                                                              | Artes Audiovisuales TV                                                                                       |                                      |
| - Clásica o Docta - Tradicional o de Raíz Folclórica - Pop o Balada - Rock Alternativo o Jazz - Ejecución Musical | - Dirección Cine Ficción - Guion - Actuación actor - Actuación actriz - Dirección Cine Documental     | - Dirección Género Dramático - Guion - Actuación actor - Actuación actriz - Dirección Programa de Televisión |                                      |